# 米元響子
米元 響子（よねもと きょうこ、1984年〈昭和59年〉6月25日 - ）は、東京都生まれのクラシック音楽のヴァイオリン奏者。

## 略歴
3歳からヴァイオリンを始め、桐朋学園子供のための音楽教室で鈴木亜久里に師事。1997年から海野義雄に師事。パリのエコールノルマル音楽院に留学し、ジェラール・プーレに師事、コンサーティスト・ディプロマを取得して同音楽院を卒業。2004年からマーストリヒト音楽院でボリス・ベルキンに師事しその後修了。ベルギー在住。

## 受賞歴
- 1996年 - 全日本学生音楽コンクール東京大会小学校の部で第1位。
- 1997年 - パガニーニ国際コンクールで第4位。
- 2000年 - 第69回日本音楽コンクール・ヴァイオリン部門で第2位。
- 2001年 - 第70回日本音楽コンクール・ヴァイオリン部門で第1位、レウカディア賞、鷲見賞、黒柳賞。
- 2002年 - ロン＝ティボー国際コンクールで第3位。
- 2005年 - エリザベート王妃国際音楽コンクールファイナリスト。
- 2005年 - 第6回フリッツ・クライスラー国際コンクールで第3位[2]。
- 2006年 - 第4回パガニーニ・モスクワ国際ヴァイオリン・コンクールで優勝。
- 2006年 - 第27回ミケランジェロ・アバド国際ヴァイオリン・コンクールで第1位。
- 2008年 - 出光音楽賞
- 2010年 - モントリオール国際音楽コンクールファイナリスト。